# Semecarpus australiensis
Semecarpus australiensis är en sumakväxtart som beskrevs av Adolf Engler. Semecarpus australiensis ingår i släktet Semecarpus och familjen sumakväxter. Inga underarter finns listade i Catalogue of Life.